# Мораиш, Жозе
Жозе Мануэл Ферейра де Мораиш (Жозе Мораиш; порт. José Manuel Ferreira de Morais; род. 27 июля 1965, Лиссабон) — португальский футбольный тренер.

## Карьера
В качестве футболиста выступал на позиции полузащитника. Уже в 26 лет Мораиш завершил свою карьеру. В качестве тренера он стал известен благодаря совместной работой с Жозе Моуринью, с которым специалист познакомился в 2000 году во время работы в «Бенфике». В качестве его помощника Мораиш работал в «Порту», «Интере», «Реале» и в «Челси». В качестве ассистента португалец дважды выигрывал Лигу чемпионов.
В качестве главного тренера Мораиш возглавлял более десятка клубов из разных стран, однако добиться с ними таких высоких результатов не смог. С сентября по ноябрь 2008 года он руководил сборной Йемена. В августе 2018 года специалист возглавил львовские «Карпаты». Но спустя три месяца он покинул Украину ради работы в корейском «Чонбук Хёндэ Моторс». Новую команду он привёл к победе в местном чемпионате.

## Достижения

### Тренера
- Чемпионат Южной Кореи (2): 2019, 2020
- Лучший тренер Кей-лиги (1): 2019
- Обладатель Суперкубка Саудовской Аравии (1): 2014

### Ассистента
- Победитель Лиги чемпионов УЕФА (2): 2003/04, 2009/10
- Чемпион Италии (1): 2009/10
- Обладатель Кубка Италии (1): 2009/10
- Чемпион Испании (1): 2011/12
- Обладатель Кубка Испании (1): 2010/11
- Обладатель Суперкубка Испании (1): 2012

## Личная жизнь
26 апреля 2024 года было объявлено, что он принял ислам и является мусульманином-шиитом.